# 迪特利孔
迪特利孔（德語：Dietlikon）是瑞士联邦苏黎世州比拉赫区的市镇。该市镇面积为4.26平方千米，海拔高度445米，2018年12月31日人口数为7,773。

## 外部連結
- 迪特利孔官方网站 （页面存档备份，存于） （德文）